# Théodore Leclercq
Théodore Leclercq, nacido en 1777 y fallecido en 1851, fue un dramaturgo francés.

## Biografía
Especialista del refrán dramatizado, consiguió un gran reputación: sus pequeñas piezas no eran destinadas a la escena, sino que eran apreciadas por su fineza en el análisis de las costumbres. Fueron publicadas bajo el título de Refranes dramáticos de 1823 a 1826 y Nuevos refranes dramáticos en 1830.
Homosexual, vivía con Joseph Fiévée. En el Trésor de la langue française, bajo la palabra «ménage» se puede leer:

Cohabitation de deux personnes, de même sexe, de sexe différent ou de même famille. Faire ménage commun avec qqn ; tenir ménage avec qqn. Toute la société s'est mise à parler du ménage masculin de Fiévée et de Th. Leclercq. On a beaucoup jasé sur ce sujet. Delécluze, Journal, 1826, p. 343
Cohabitación de dos personas, del mismo sexo, de sexo diferente o de la misma familia. Hacer un ménage común con alguien; tener un ménage con alguien. Toda la sociedad se ha puesto a hablar del ménage masculino de Fiévée y de Th. Leclercq. Se ha cotilleado mucho sobre el asunto. Delécluze, Journal, 1826, p. 343

Fue objeto de una presentación durante el coloquio «Ser parisiense» el 28 de septiembre de 2002 en el Consistorio de París, realizada por Josiane Bourguet-Rouveyre (Universidad París 1): Théodore Leclercq ou le regard d'un Parisien sur d'autres Parisiens, sous la Restauration (Théodore Leclercq o la mirada de un parisiense sobre otros parisienses, bajo la Restauración). 

## Su obra
- Œuvres complètes (tres tomos) introducción de  Prosper Mérimée y Sainte-Beuve disponible en Gallica
- Proverbes dramatiques (Madame Sorbet, Une révolution, Le savetier et le financier, Les élections, Le mariage manqué, Le bal, La scène double, Le désœuvrement des comédiens)
- La manie des proverbes disponible en Gallica
- La répétition d'un proverbe
- L'humoriste disponible en Gallica
- L'esprit de désordre disponible en Gallica
- Nouveaux proverbes dramatiques